# In the Shadow of the Cypress
In the Shadow of the Cypress (título iraní: Dar saaye sarv) es un cortometraje de animación iraní de 2023, dirigido por Hossein Molayemi y Shirin Sohani, y producido por Barack Animation Studio. La película de 20 minutos, que aborda el trastorno de estrés postraumático, se estrenó en la sección Orizzonti del 80.ª Festival Internacional de Cine de Venecia en 2023.

## Reconocimientos
El 2 de marzo de 2025, la película fue ganadora del premio al Mejor Cortometraje Animado en los 97.ª edición de los Premios Óscar.   

## Trama
En este relato minimalista y sin diálogos, un excapitán que padece trastorno de estrés postraumático vive con su hija en una casa aislada junto al mar. A pesar de su profundo deseo de ser un padre amoroso, las secuelas de su salud mental y su doloroso pasado le dificultan conectarse con su hija. Una mañana, un acontecimiento inesperado lo obliga a enfrentar sus demonios, alterando sus vidas para siempre.